# Disneyland (tv-show)
 For alternative betydninger, se Disneyland (flertydig). (Se også artikler, som begynder med Disneyland)
Disneyland er Walt Disneys TV-show, som havde premiere 27. oktober 1954, som Disney startede fordi han så mulighederne i det nye medie, men også for at lave reklame for sin park (Disneyland).